# Comerío
Comerío es un municipio ubicado en la región centro oriental del Estado Libre Asociado de Puerto Rico.

## Ubicación y demografía
Se ubica una región montañosa húmeda, al norte de Aibonito, al sur de Naranjito y Bayamón, al este de Barranquitas, y al oeste de Cidra y Aguas Buenas. Cuenta con una superficie de 73 km² y cuenta con 20 ,400 habitantes.

## Historia
Desde principios del siglo XIX existía entre los vecinos de ciertos barrios de Bayamón, Cidra y Barranquitas, el deseo de independizarse de sus respectivos partidos y constituir un nuevo municipio. El 12 de junio de 1826, se decretó oficialmente el nuevo municipio que se denominó Sabana del Palmar y al que se adjudicó el territorio comprendido por los barrios Comerío Alto y Bajo, Piña, Río Hondo, Palomas y La Prieta de las jurisdicciones de Bayamón, Cidra y Barranquitas.
El nombre inicial hacia referencia a la abundancia de palmas reales que existía en el lugar. Como ello se prestaba a cierta confusión el ayuntamiento solicitó a la Corona española que autorizara el cambio de nombre en 1894, adoptando oficialmente el nombre del cacique Comerío, que habitaba en la región. La Real Orden mediante la cual se le dio al pueblo el nombre de Comerío está fechada en el 1878.
En el 1854, según un documento original que consta en los archivos del departamento de Obras Públicas, el territorio de Sabana del Palmar estaba subdividido en los barrios Vega Redonda, Cejas, Naranjo, Cedrito "La Prieta", Doña Elena, Palomas, Río Hondo y Piña. Para esta fecha, la población que constaba de solo 510 personas al fundarse el pueblo, había aumentado a poco más de 3 000.

## Economía
Comerío se destaca por la producción de tabaco.

## Barrios
El municipio está organizado en 10 barrios:
1. Cejas
2. Comerío Pueblo
3. Cedrito "La Prieta"
4. Doña Elena
5. Naranjo
6. Palomas
7. Piñas
8. Río Hondo
9. Vega Redonda

## Eventos
- Pescadores del Plata(temporada regular)-febrero-junio
- Carnaval de Prrmavera -abril
- Festival Jíbaro -junio
- Festival El Jobo -julio
- Fiestas Patronales -agosto
- Festival Cuevas de La Mora -diciembre
- Maratón El Seco -diciembre
- Navidad en Comerío -diciembre
- Festival La Loma del Tamarindo -octubre

y fetines